# Hauptstrasse 155
Die Hauptstrasse 155 ist eine Hauptstrasse in den Schweizer Kantonen Waadt und Freiburg.

## Verlauf
Die Strasse beginnt in Oron-le-Châtel im Waadtländer Bezirk Lavaux-Oron. Sie zweigt auf der Höhe von 721 m ü. M. von der Route de Gruyères (deutsch «Greyerzerstrasse»; Hauptstrasse 154) ab und führt über das Waadtländer Hügelland gegen Nordosten. Nach der Strecke von einem Kilometer überschreitet sie bereits die Grenze zum Kanton Freiburg. Über Pont, Porsel, Bouloz (867 m ü. M.) und Chavannes-les-Forts erreicht sie das obere Glanetal. Bei Villaraboud überquert sie eine Glanebrücke und zieht über einen Hügel nach Romont. In der Ortschaft kommt die Hauptstrasse an der Nespressofabrik und anderen Industriebetrieben, auf einer Kreisverkehrbrücke, am Bahnhof, wo sie die Hauptstrasse 156 kreuzt, unter dem Stadtberg, an der Mühle Moulin de Romont, am Kloster Notre Dame de La Fille-Dieu und am Tanklager des Unternehmens Deroil SA vorbei. Um den starken Durchgangsverkehr vom Zentrum abzuleiten, wird eine Umfahrungsstrasse von Romont geplant.
Nordöstlich von Romont durchquert die Hauptstrasse Villaz-Saint-Pierre, Chénens, Cottens und Neyruz. Bei Matran überquert sie die Autobahn A12, mit welcher sie durch eine Auffahrt verbunden ist, und befindet sich danach bei der Brücke über den Riau de la Bagne an der tiefsten Stelle im Streckenprofil (587 m ü. M.). In Villars-sur-Glâne liegt sie auf einer kurzen Strecke mit der Hauptstrasse 12 zusammen. Danach erreicht sie das Stadtgebiet von Freiburg, wo sie bei der Kreuzung nordwestlich des Bahnhofs endet (629 m ü. M.).

## Bilder

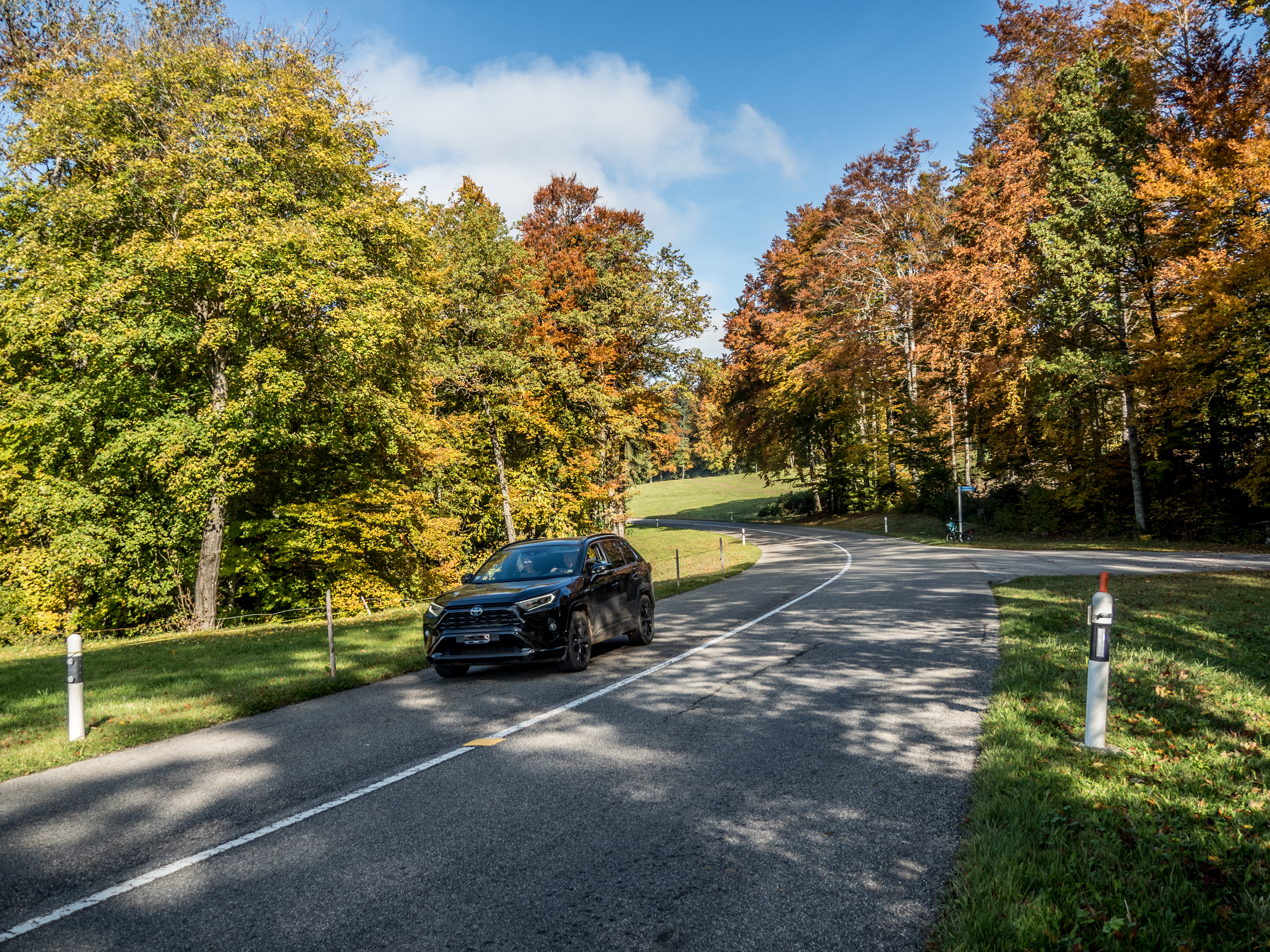
Rio‑d'Enfer-Aquädukt über die Glâne bei Bouloz
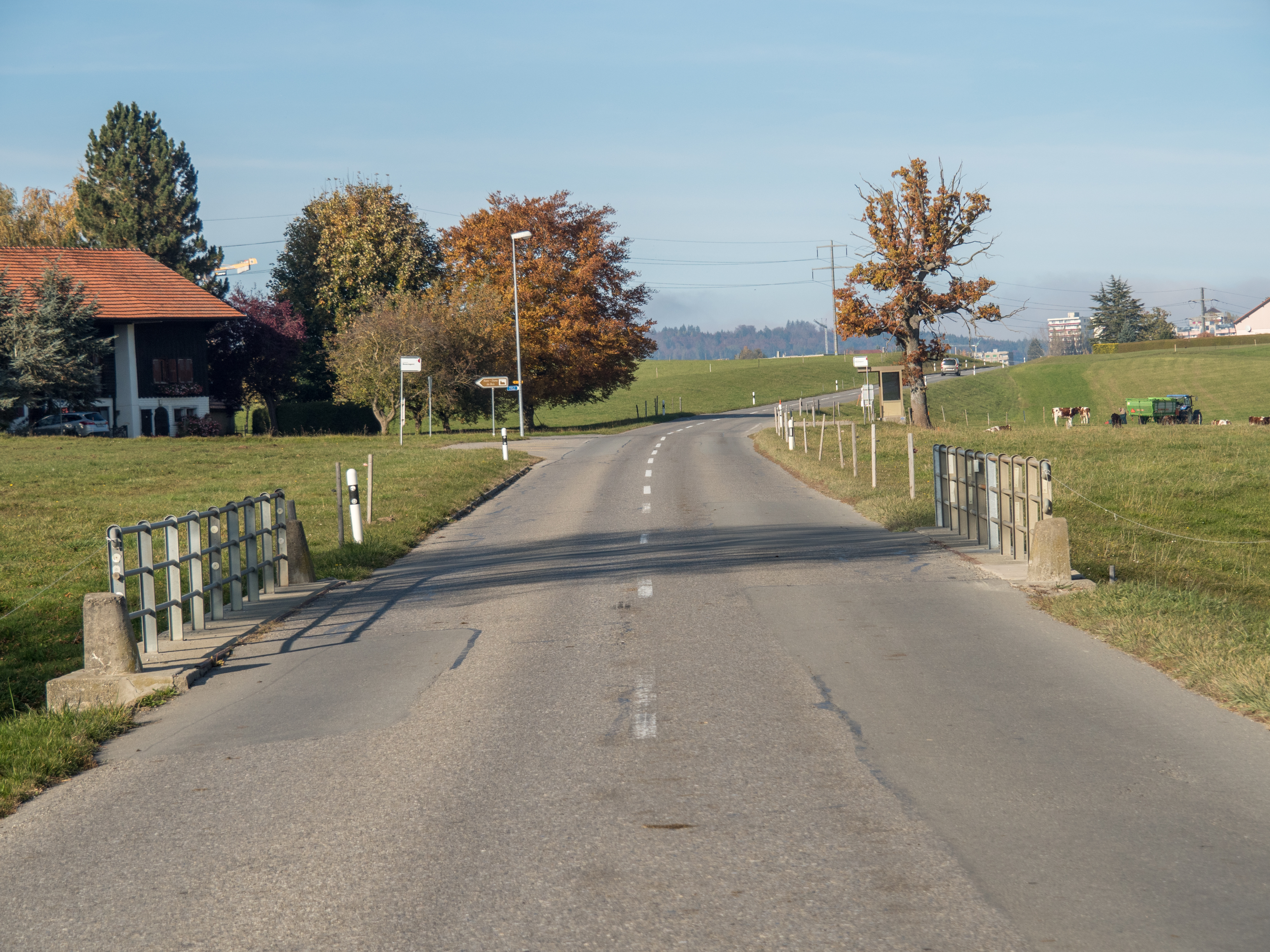
Strassenbrücke über die Glâne bei Villaraboud
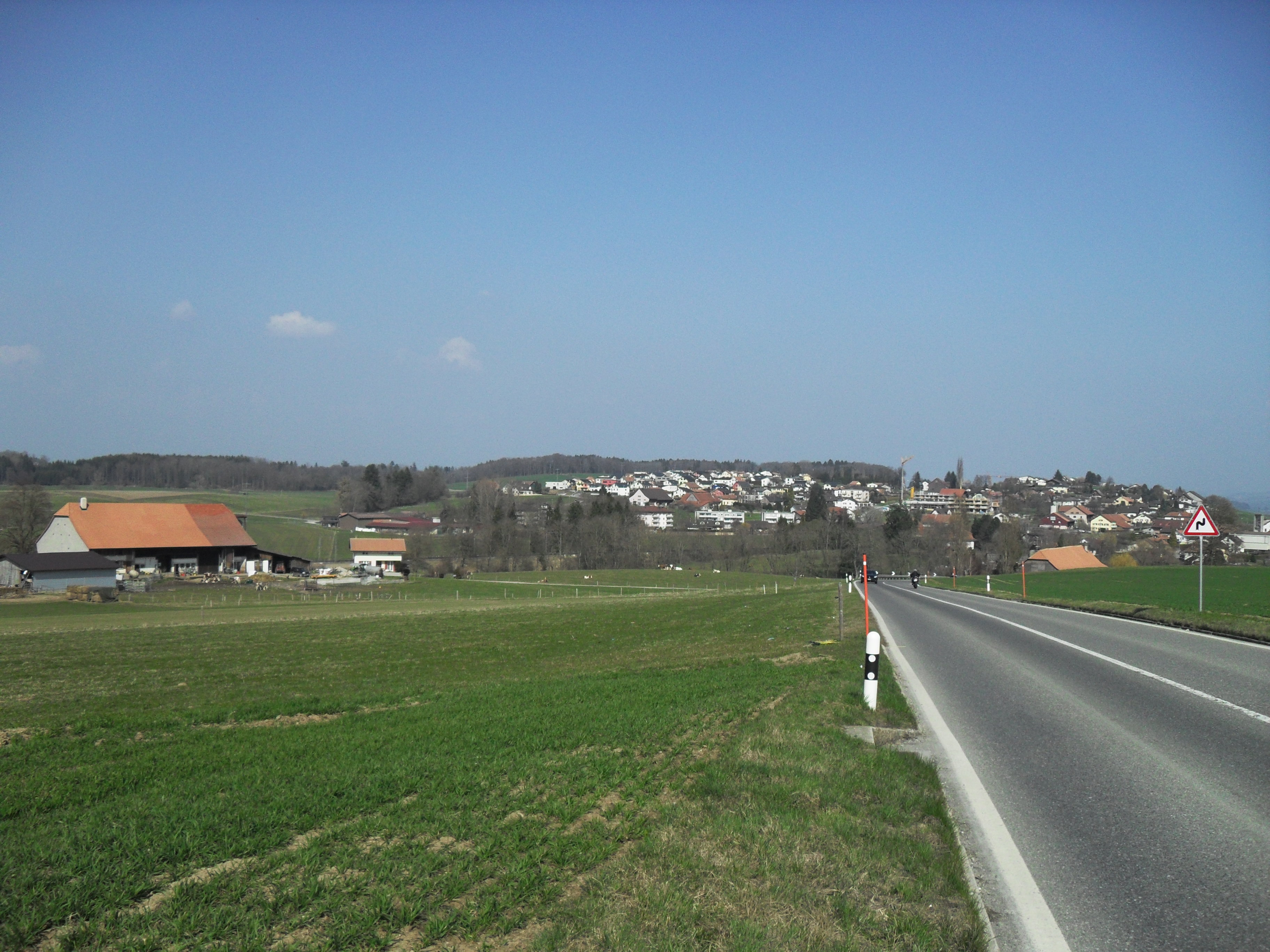
Blick auf Cottens